# Kalundborg
Kalundborg es una ciudad portuaria danesa, capital del municipio homónimo. Se localiza en el fiordo de Kalundborg, al noroeste de Selandia y al norte del Gran Belt. Es terminal de una línea de ferrocarril que llega de Roskilde, y se comunica por transbordador con Aarhus y Samsø.
Kalundborg es una ciudad pequeña, de poco más de 16.000 habitantes, con una importante actividad industrial. En Kalundborg se encuentra la mayor central eléctrica de carbón de Dinamarca y una refinería de petróleo. La ciudad destaca por ser una de las pioneras a nivel mundial en llevar a la práctica el concepto de simbiosis industrial, que reduce el impacto sobre el medio ambiente.

## Historia
El origen de la ciudad actual fue la fundación en el siglo XII del castillo de Kalundborg del noble Esbern Snare. Kalundborg es nombrada por primera vez en una fuente escrita en 1199 como Kalendeburc. Su nombre significa "castillo de Kalund", donde Kalund es el nombre de un bosque cuyo significado es: "bosque de grajillas".
Hacia 1240 se fundó un monasterio franciscano y en 1292 es mencionado un hospital para leprosos consagrado a San Jorge. A principios del siglo XIII fue erigida la iglesia de Nuestra Señora en lo que es la parte más vieja de la ciudad, la ciudad alta (Højbyen). La ciudad baja (Nederbyen) creció durante los siglos XVI y XVII. Las dos partes rivalizaron entre sí por el derecho al comercio hasta 1660, cuando el castillo fue demolido y la actividad comercial decayó drásticamente. Posteriormente Kalundborg se dedicó al comercio, las artesanías y el transporte de cereales a Noruega, Holstein y Gran Bretaña. El comercio fue nuevamente impulsado con fuerza con la llegada del ferrocarril y especialmente con la fundación de un astillero en 1917. Sin embargo, la empresa operadora del astillero quebró junto con el banco Kalundborg Bank en 1921. Un nuevo desarrollo industrial empezó en 1959 cuando se inauguró una central eléctrica, una refinería en 1961, y el establecimiento de algunas empresas de manufactura, como la farmacéutica Novo Nordisk en 1969.